# MESM
MESM（МЭСМ, Малая Электронно-Счетная Машина（小型電子計算装置））は、ソビエト連邦初の汎用電子コンピュータである。大陸ヨーロッパ初のコンピュータと紹介されることもあるが、それ以前にドイツのZuse Z4やスウェーデンのBARKが存在する。
キエフの近くのフェオファニアにあるキエフ電気技術研究所にて、セルゲイ・レベデフの指揮の下に作成された。
当初、MESMは大型電子計算機として想定されており、1文字目のМは"Малая"（小型）ではなく"модель"（モデル、プロトタイプ）を意味していた。
装置での作業は、汎用デジタルコンピュータを構築する原理を実験的にテストするための研究的性質のものだった。最初の成功の後、コンピュータ技術に対する広範な政府の需要を満たすために、ソビエト連邦の「真の問題」（原子爆弾計画）を解決することができる本格的な装置を完成させることが決定された。MESMは1950年に運用を開始した。約6,000本の真空管を使用し、25 kWの電力を消費した。1分あたり約3,000の操作が実行できた。長さは約8 - 10メートル (26 - 33 ft)、高さは約2メートル (7 ft)だった 。

## 開発と使用の歴史
- 主要なコンピュータアーキテクチャスキームは、1949年の終わりまでに準備が整った。個々のブロックの概略図も同様である。
- 1950年、フェオファニアの修道院の元ホステルの2階建ての建物に設置された。この建物は、第二次世界大戦前には精神病院があった。
- 1950年11月6日、研究チームは最初のテストを開始した。テストタスクは次のものだった。{\displaystyle f(n)={\begin{cases}Y\prime \prime +Y=0\\Y(0)=0\\Y(\pi )=0\end{cases}}}
- 1951年1月4日、最初の有用な計算が実行された。コンピュータはムスチスラフ・ケルディシュが率いるソ連科学アカデミーの特別委員会に見せられた。
- 1951年12月25日、政府の公式テストに合格した。ソ連科学アカデミーとケルディッシュは、MESMの定期的な運用を開始した。
- MESMは1957年まで運用され、その後は教育目的でキエフ工科大学（英語版）に移された。
- 1959年にMESMは解体された。

MESMで使用された電子管などの部品の多くは、ウクライナ国立学士院キエフ科学院に保管されている。